# Jean Forest (acteur)
Pour les articles homonymes, voir Jean Forest.
Jean Gaston Forest est un enfant acteur français né le 25 septembre 1912 à Paris 18e et mort le 27 mars 1980 à Sauvigny-le-Bois (Yonne).
Jean Forest, enfant, a été découvert dans les rues de Paris par le réalisateur Jacques Feyder, qui lui a donné des rôles principaux exigeants dans trois de ses films muets : Crainquebille (1922), Visages d'enfants (1925) et Gribiche (1925). Pour ces performances, Jean Forest fut plus tard reconnu par la critique comme « l'un des enfants acteurs les plus touchants de l'ère du cinéma muet » et comme « absolument à voir (...) naturel et entraînant ». Forest a également tourné avec d'autres réalisateurs et fait le saut du cinéma parlant à la fin des années 1920. Alors jeune adulte, il a joué des rôles de soutien dans La Route impériale avec Käthe von Nagy et dans le drame de la passion Golgotha avec Robert Le Vigan et Jean Gabin.
Ne pouvant plus s'appuyer sur les succès précédents et après avoir joué son dernier film en 1935, Forest s'est tourné vers la radio. Dans les années 1950 et 1960, il écrivit et produisit, entre autres, des pièces radiophoniques primées.
Jean Forest est décédé en 1980 à l'âge de 67 ans.

## Filmographie
- 1922 : Crainquebille de Jacques Feyder : la Souris
- 1923 : Visages d'enfants de Jacques Feyder : Jean Amsler
- 1924 : Les Deux Gosses de Louis Mercanton : Wally
- 1924 : Jocaste de Gaston Ravel
- 1925 : Gribiche de Jacques Feyder
- 1925 : Jack de Robert Saidreau
- 1927 : Les Cœurs héroïques de Georges Pallu
- 1930 : Une femme a menti de Charles de Rochefort
- 1933 : Étienne de Jean Tarride
- 1935 : Golgotha/Ecce Homo de Julien Duvivier : Jean
- 1935 : La Route impériale de Marcel L'Herbier : le lieutenant Drake
- 1935 : Tovaritch de Jacques Deval, Jean Tarride, Germain Fried et Victor Trivas : Georges